# Paederia spectatissima
Paederia spectatissima är en måreväxtart som beskrevs av Hen Li. Paederia spectatissima ingår i släktet Paederia och familjen måreväxter. Inga underarter finns listade i Catalogue of Life.